# Marie Gutheil-Schoder

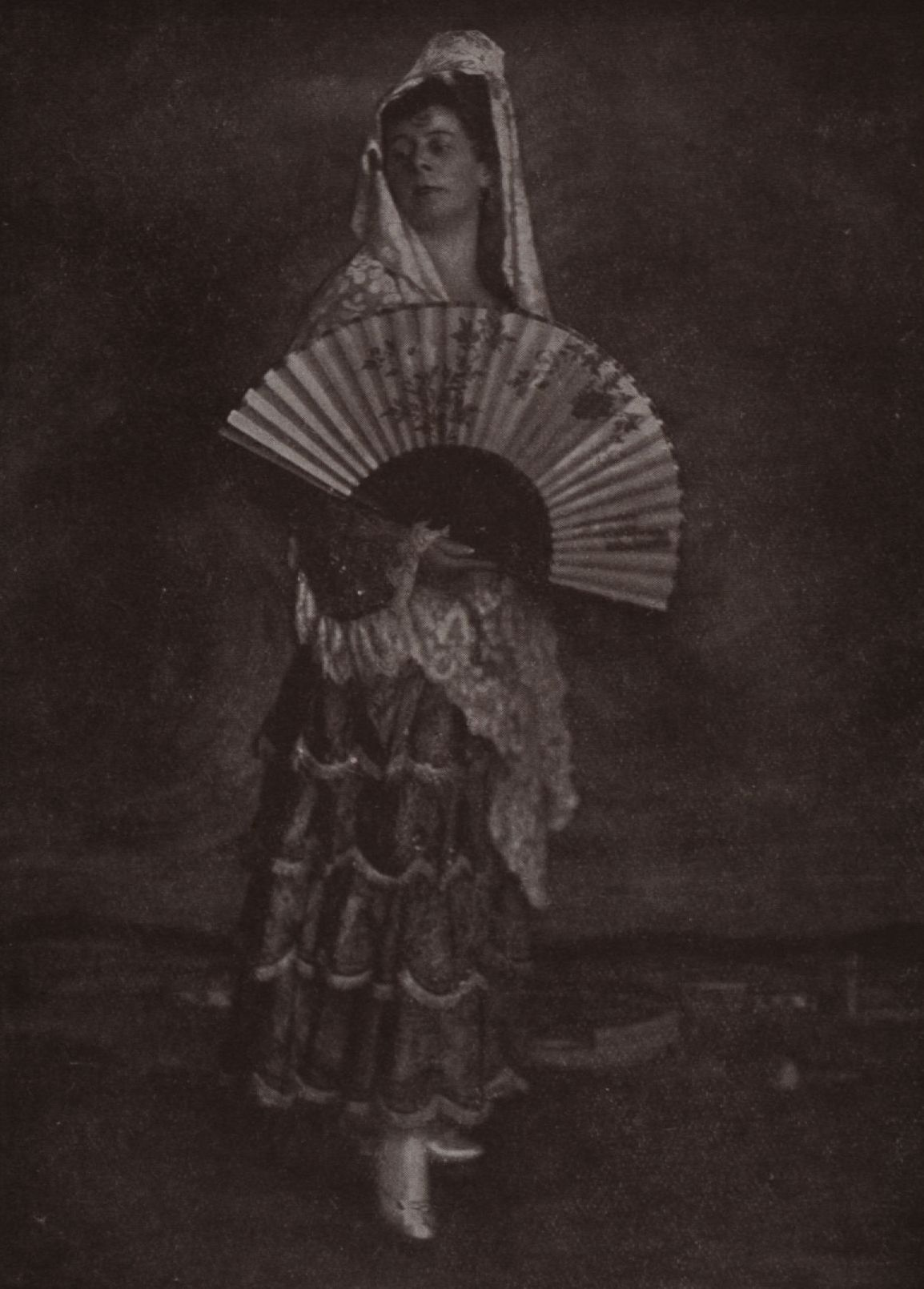
Marie Gutheil-Schoder, um 1922 fotografiert von Franz Xaver Setzer.

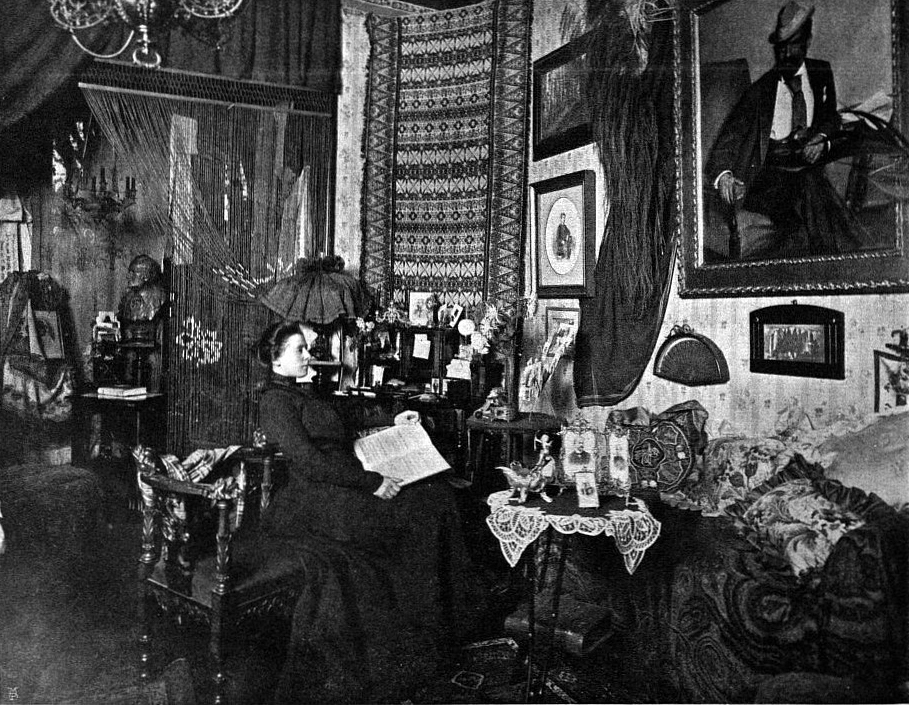
Marie Gutheil-Schoder in Wien (1901), Fotografie von Charles Scolik

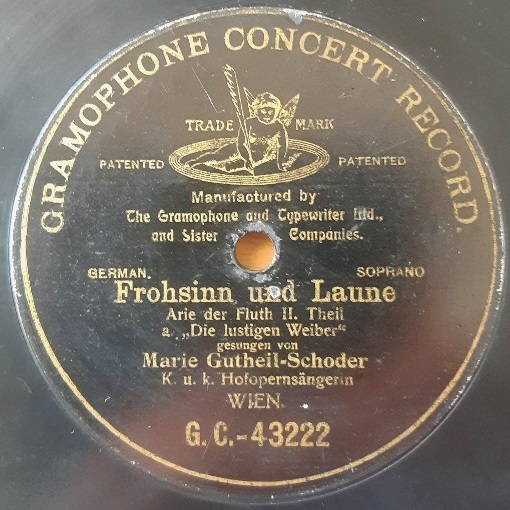
Schallplatte von Marie Gutheil-Schoder (Wien 1902)

Marie Gutheil-Schoder (* 10. Februar 1874 in Weimar; † 4. Oktober 1935 in Ilmenau, Thüringen) war eine deutsche Opernsängerin (Sopran). 

## Leben
Marie Schoder war die Tochter eines Gastwirts, hatte fünf Geschwister und war ältere Schwester des Architekten Thilo Schoder. Sie erhielt ab 1880 privaten Musikunterricht und besuchte die Großherzogliche Musikschule in Weimar. 1891 debütierte sie als Gabriel in Goethes Faust und war bis 1900 Mitglied der Weimarer Hofoper. Dort nahm sich Richard Strauss ihrer an; er studierte die Rollen der Carmen und Mignon mit ihr ein, mit denen sie später berühmt wurde. Ebenso nahm er sie nach Bayreuth mit, wo sie noch im Chor mitsang. 1899 heiratete sie Gustav Gutheil, Kapellmeister des Weimarer Hoftheaters, mit dem sie bis zu dessen Tod 1914 lebte.
Gustav Mahler holte die Sängerin 1900 nach Wien an die Hofoper, an der sie bis 1927 blieb und zum Inbegriff der „denkenden Sängerin“ wurde, gefeiert nicht nur für ihre sängerischen Leistungen, sondern speziell auch für ihre temperamentvolle, fesselnde Darstellungskunst. Erstmals sang sie noch als Gast am 19. Februar 1900 die Nedda im Bajazzo in Wien, ihr Debüt als Mitglied der Oper fand am 26. Mai 1900 in der Rolle der Carmen statt. Daneben waren wichtige Hauptrollen die Eva, Mignon, Mimi, Martha, Pamina, Cherubin und Donna Elvira. Als Mozartsängerin wurde sie gefeiert, bedeutsam war aber auch ihr Interesse für die zeitgenössische Musik: sie sang z. B. die Titelrollen in Salome, Elektra, Der Rosenkavalier und Die Frau ohne Schatten von Richard Strauss, 1914 die Esmeralda in der Uraufführung der Notre Dame von Franz Schmidt, sowie die Vokalparts im 2. Streichquartett und dem Monodram Erwartung von Arnold Schönberg. 1920 heiratete sie ihren zweiten Gatten, den Fotografen Franz Xaver Setzer. 1925 wurde sie Ehrenmitglied der Wiener Staatsoper.
Von 1927 bis 1933 war Marie Gutheil-Schoder Regisseurin, inszenierte 1930 bei den Salzburger Festspielen Iphigénie en Aulide und hielt im Salzburger Mozarteum Kurse ab.
1961 wurde die Gutheil-Schoder-Gasse in Wien-Favoriten (10. Bezirk) und Liesing (23. Bezirk) nach der Sängerin benannt.
Marie Gutheil-Schoder hinterließ wenige Aufnahmen auf G&T (Wien 1902).
Auf den Grammophon-Platten 43 221 und 222 ist sie als Frau Fluth aus Den lustigen Weibern von Windsor zu hören.